# 장조 (전량)
양 위왕 장조(涼 威王 張祚, ? ~ 355년, 재위 : 353년 ~ 355년)는 중국 오호십육국 시대 전량의 제7대 군주로, 자는 태백(太伯), 아명은 종사(螽斯)이며, 양주 안정군 오씨현(烏氏縣) 사람이다. 제4대 군주 장준(문왕)의 서자로, 제5대 군주 장중화(환왕)의 이복형이다.

## 생애
장조는 장준(張駿)의 서자(序子)로 장중화(張重华)의 형이었다. 장중화가 353년에 병에 걸리자 장요령(張耀靈)을 후계자로 삼고 장조를 섭정인으로 삼았다. 장중화는 죽기 직전 유언으로 사애(謝艾)에게 후사를 부탁하였으나 장조는 유언을 조작하여 정권을 장악하였다. 장조는 곧이어 장요령을 폐위하여 양녕후(凉寧候)로 삼고 스스로 양공(凉公)에 즉위하였다.
354년에 왕을 자칭하고 사연호(私年號)를 제정하였으며 선대 군주들을 모두 왕으로 추존하였다. 이에 반대하여 간언하는 신하들을 파직하거나 처형한 장조는 음란과 폭정을 자행하였고 주색을 탐하여 민심을 잃었다.
그의 후궁이 3만에 육박했고, 그 중 궁중요리사 서흑(徐黑)의 딸 서씨도 후궁에 속해있는데 장조는 그녀를 강간하였고 결국 그녀는 자살로 생을 마감하였다. 후에 장조는 서흑에게 살해당했다.
환온(桓溫)이 북벌을 일으켜 전진(前秦)을 공격하자 전량의 진주자사(秦州刺史) 왕탁(王擢)이 환온의 북벌을 장조에게 알렸다. 이에 장조는 왕탁이 배반할 것을 두려워하여 암살하려 하다가 실패하였으며 환온이 돌아가자 군사를 파견하여 왕탁을 공격하였고 패배한 왕탁은 전진으로 도망쳐 항복하였다.
355년, 장조는 하주자사(河州刺史) 장관(張瓘)을 몰아내려 하였으며 이에 장관은 반란을 일으켜 장요령을 복위시키려 하였다.
장조는 장요령을 살해하였으나 장관의 군대가 수도 고장(姑臧)에 육박하자 성 안에서 모반이 일어나 성은 함락되었으며 장조는 궁중요리사 서흑에게 살해당하였다.
| 전임 조카 서평애공 장요령 | 제7대 전량의 군주 353년 ~ 355년 | 후임 조카 충왕 장현정 |